# Брюле, Пьер
Пьер Брюле (фр. Pierre Brulé, 1943 г. р.) — французский эллинист, исследователь древнегреческой религии и культуры. Эмерит-профессор греческой истории Университета Ренна 2.
Его называют ведущим специалистом в области древнегреческой женской и гендерной истории.
Его книга «Périclès. L’apogée d’Athènes» (1991) посвящена Древним Афинам эпохи Перикла.

## Биография
В 1977 году защитил диссертацию в Университете Тулузы 2 под руководством П. Бриана.
Был профессором греческой истории в Университете Ренна 2, где основал лабораторию Crescam; затем эмерит.
Ныне на пенсии.

## Работы
- Périclès. L’apogée d’Athènes (Gallimard, коллекция «Découvertes Gallimard» (n° 217), série Histoire, 1991; репринт 1994), 160 p. ISBN 9782070532292
- Les femmes grecques à l'époque classique, Paris, Hachette Littérature, " La vie quotidienne ", 2001, 282 p. ISBN 2012354807

- на рус. Повседневная жизнь древнегреческих женщин в классическую эпоху

- La Grèce d'à côté. Réel et imaginaire en miroir en Grèce antique (Presses Universitaires de Rennes, 2007) ISBN 9782753504950